# Elvas
Elvas (tradicionalmente en español, aunque en desuso, Yelbes) es una ciudad portuguesa situada en el distrito de Portalegre, en la región del Alentejo, con 16 084 habitantes en 2021. Es sede del municipio con 7 freguesias y una población total de 20 753 habitantes (2021).
Se encuentra a 200 km de Lisboa y a 10 km en línea recta de la ciudad española de Badajoz. Es la mayor ciudad del distrito de Portalegre y la más poblada.
Elvas es la 4.ª mayor ciudad de la región del Alentejo y una de las más desarrolladas del centro-sur de Portugal. Elvas alberga la mayor colección de fortificaciones-baluarte del mundo, que fueron declaradas Patrimonio de la Humanidad por la Unesco el 30 de junio de 2012, así como todo el centro histórico de la ciudad.

## Economía
La vega aledaña es muy fértil, destacando el cultivo del olivo y de las ciruelas, por las que la ciudad es conocida. También se destila brandy y es digna de mención la cerámica típica de la ciudad.[cita requerida]

## Historia

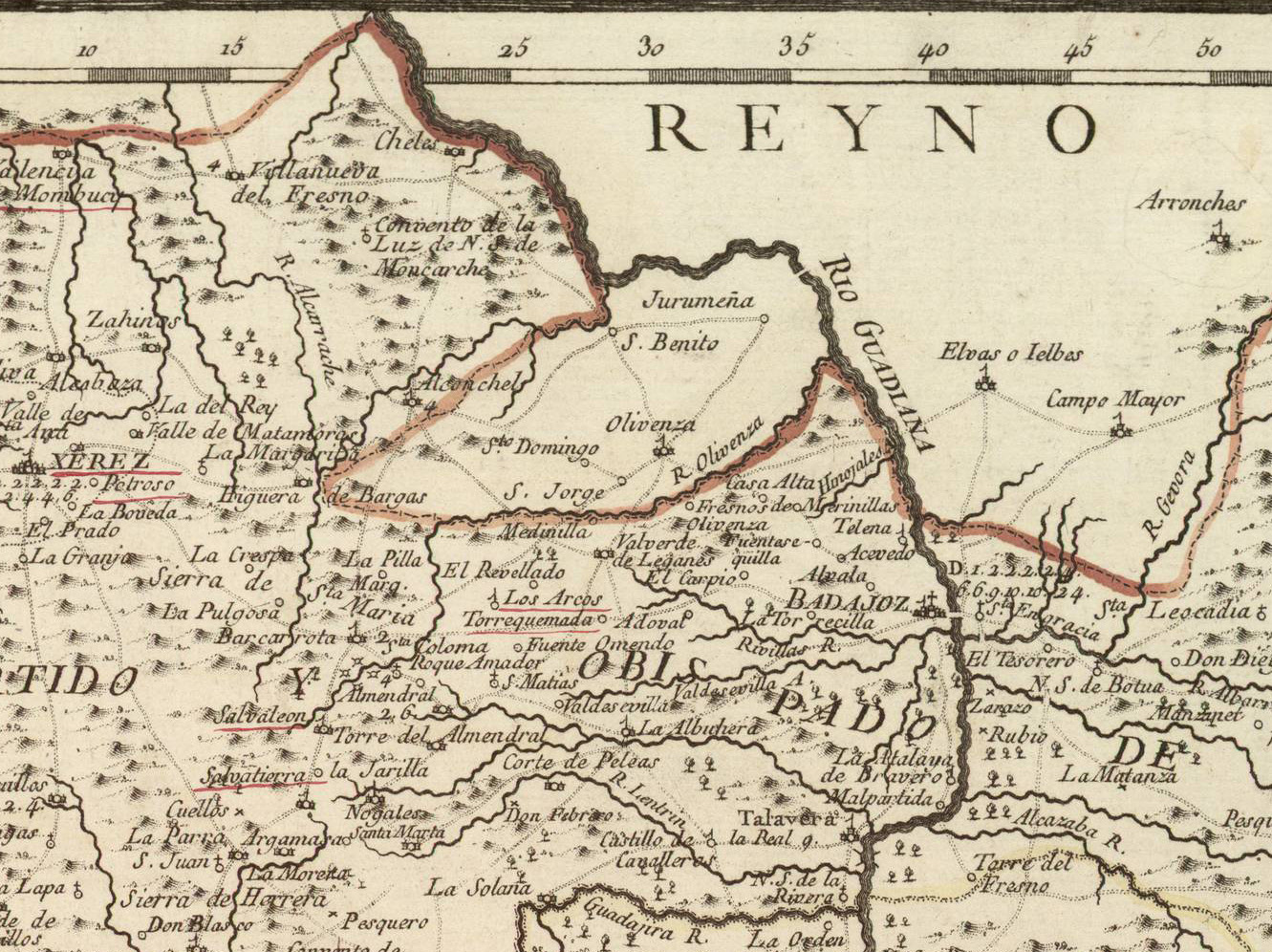
Mapa de 1766, orientado con el oeste arriba, donde se muestra la ciudad de Elvas o Ielbes (Yelbes).

La ciudad fue fundada por los romanos con el nombre de Alpesa. En el año 714, los árabes la conquistaron y le dieron el nombre de al-Bash, dejando numerosas huellas de su presencia, algunas de las cuales aún perduran hasta el día de hoy. Durante la reconquista, fue primero tomada por el rey Alfonso I de Portugal en 1166, pero cayó de nuevo en poder musulmán hasta que los portugueses la reconquistaron definitivamente en 1226, recibiendo sus fueros del rey Sancho II de Portugal en 1231. En 1570 se convirtió en sede episcopal. Durante siglos, fue el principal puesto fronterizo al sur del Tajo. En 1658 se produjo la victoria portuguesa en la batalla de las Líneas de Elvas en el marco de la Guerra de Restauración portuguesa. Los españoles también sitiaron la ciudad en 1711, durante la guerra de sucesión española.
La fortaleza de Campomayor, a 15 km, es famosa por el sitio al que fue sometido por las tropas francesas y que fue levantado por los ingleses durante la Guerra de la Independencia en 1811.

## Geografía
Elvas se encuentra sobre una colina a 8 km del río Guadiana que constituye de facto la frontera entre Portugal y España. Cuenta con siete bastiones y las fortalezas de Santa Lucía y Nuestra Señora de Gracia. Su catedral gótica tardía, que muestra además reminiscencias moriscas, data del reinado de Manuel I (1495-1521). La ciudad cuenta con un acueducto construido entre los años 1498 y 1622, que la abastecía de agua y que tiene una altura máxima de cuarenta metros.

### Demografía
| Gráfica de evolución demográfica de Elvas entre 1864 y 2021 |
|                                                             |
| Datos según el nomenclátor publicado por el INE portugués.  |

### Freguesias
Las freguesias de Elvas son las siguientes:
- Assunção, Ajuda, Salvador e Santo Ildefonso
- Barbacena e Vila Fernando
- Caia, São Pedro e Alcáçova
- Santa Eulália
- São Brás e São Lourenço
- São Vicente e Ventosa
- Terrugem e Vila Boim

### Eurociudad Badajoz-Elvas

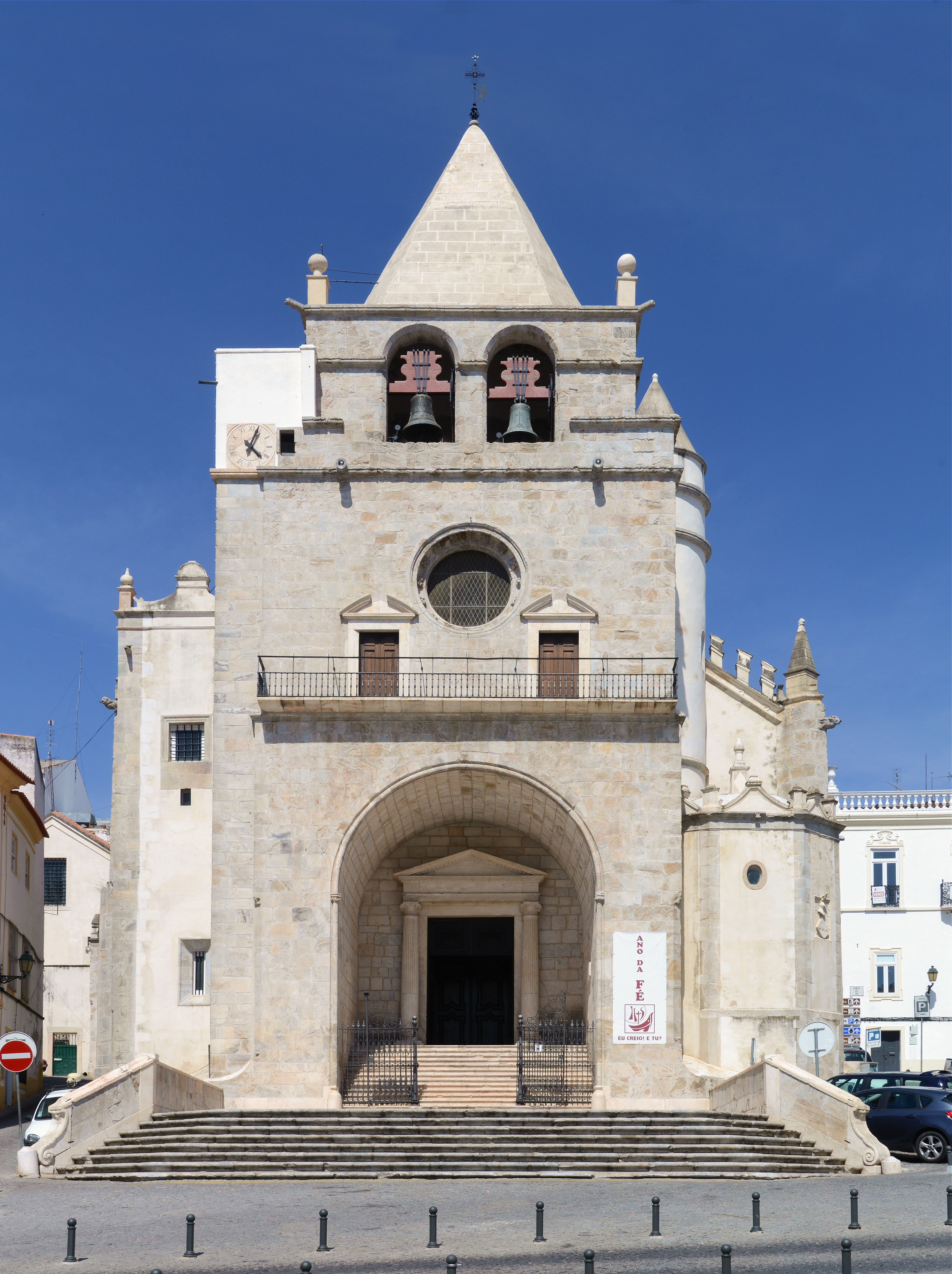
Iglesia de Nuestra Señora de la Asunción.

La supresión de los controles de fronteras con Portugal, por el Acuerdo de Schengen, dio un nuevo empuje a esta ciudad fronteriza. Elvas es actualmente una ciudad en constante desarrollo. Debido a la corta distancia de la ciudad de Badajoz, los elvenses y pacenses suelen vivir como si fueran una sola ciudad, siendo que los portugueses suelen ir de compras a España y los segundos visitan la ciudad y disfrutan de su gastronomía. [cita requerida] Esta situación quedó plasmada jurídicamente en 2013 con la creación de la Eurociudad Badajoz-Elvas para impulsar el crecimiento conjunto y compartir infraestructuras a ambos lados de La Raya.
En los últimos años, han sido recalificadas varias infraestructuras y construidas otras tantas. Una de las más importantes es el Coliseo José Rondão de Almeida (6500 localidades), donde se realizan espectáculos musicales, de toros, deportivos, etcétera. En 2008/2009 y 2009/2010, han montado, entre diciembre y enero, una pista de hielo (la mayor de Portugal).
En proyecto está la construcción de una nueva estación de tren Badajoz-Elvas de la futura línea de Alta Velocidad Madrid-Lisboa, aunque, debido a la crisis económica, el trazado en el territorio portugués quedó paralizado.

### Clima
El clima de Elvas es similar al de Badajoz: tiene un clima mediterráneo continentalizado con influencia atlántica, debido a la cercanía de la costa (poco más de 200 km).
Los inviernos se pueden caracterizar relativamente fríos, con mínimas que pueden bajar de los 0 °C, y los veranos bastante calurosos, con máximas que en ocasiones superan ampliamente los 40 °C. Las precipitaciones suelen ser más o menos abundantes de otoño a primavera. Sin embargo, el verano es generalmente seco con algunas tormentas. En los últimos 3 años en el municipio han caído nevadas, constatándose que en la que se produjo en el inicio de 2010 se verificó la mayor caída de nieve de las dos últimas décadas.
Por ser una zona más alta que Badajoz, suele tener fuertes vientos, principalmente entre octubre y febrero. Es muy frecuente la aparición de nieblas en invierno al estar situada la ciudad junto al valle del Guadiana.
| Mes                        | Ene         | Feb         | Mar         | Abr         | May          | Jun          | Jul          | Ago          | Sep          | Oct         | Nov         | Dic         | Media anual  |
| -------------------------- | ----------- | ----------- | ----------- | ----------- | ------------ | ------------ | ------------ | ------------ | ------------ | ----------- | ----------- | ----------- | ------------ |
| Récord temp max °C (°F)    | 23.2 (73.8) | 29.0 (84.2) | 30.0 (86)   | 33.2 (91.8) | 38.6 (101.5) | 43.4 (110.1) | 44.4 (111.9) | 44.8 (112.6) | 43.0 (109.4) | 35.4 (95.7) | 29.2 (84.6) | 25.6 (78.1) | 44.8 (112.6) |
| Media de máx temp °C (°F)  | 13.0 (57.2) | 15.8 (61)   | 20.1 (68.2) | 21.6 (70.9) | 25.7 (78.3)  | 31.4 (88.5)  | 35.3 (94.7)  | 34.9 (94.1)  | 30.5 (86.9)  | 24.1 (75.4) | 18.2 (64.8) | 14.4 (57.9) | 23.8 (74.8)  |
| Media diaria °C (°F)       | 8.5 (47.5)  | 10.1 (50.5) | 13.3 (55.9) | 15.1 (59.2) | 18.7 (65.7)  | 23.4 (74.1)  | 26.3 (80)    | 26.1 (78.6)  | 22.9 (73.2)  | 17.8 (64)   | 12.7 (54.9) | 9.1 (48.4)  | 17.1 (62.8)  |
| Mínima media °C (°F)       | 4.1 (37.9)  | 5.3 (40.1)  | 6.6 (43.9)  | 8.7 (47.7)  | 11.6 (52.9)  | 15.5 (59.9)  | 17.3 (63.1)  | 17.6 (63.1)  | 15.2 (59.4)  | 11.5 (52.7) | 7.2 (45)    | 4.9 (40.8)  | 10.3 (50.5)  |
| Récord temp min °C (°F)    | −7.2 (19)   | −6.6 (20.1) | −2.8 (27)   | −1.2 (29.8) | 4.0 (39.2)   | 6.8 (44.2)   | 9.6 (49.3)   | 9.0 (48.2)   | 6.0 (42.8)   | −2.2 (28)   | −4.4 (24.1) | −7.0 (19.4) | −7.2 (19)    |
| Precip media mm (pulgadas) | 50 (1.97)   | 42 (1.65)   | 30 (1.18)   | 49 (1.93)   | 36 (1.42)    | 14 (0.55)    | 4 (0.16)     | 5 (0.2)      | 24 (0.94)    | 61 (2.4)    | 65 (2.56)   | 69 (2.72)   | 447 (17.6)   |
| N.º medio días con precip  | 6           | 5           | 4           | 6           | 5            | 2            | 0            | 0            | 3            | 7           | 7           | 7           | 56           |

## Patrimonio
- Fuerte de Nuestra Señora de Gracia.

## Servicios

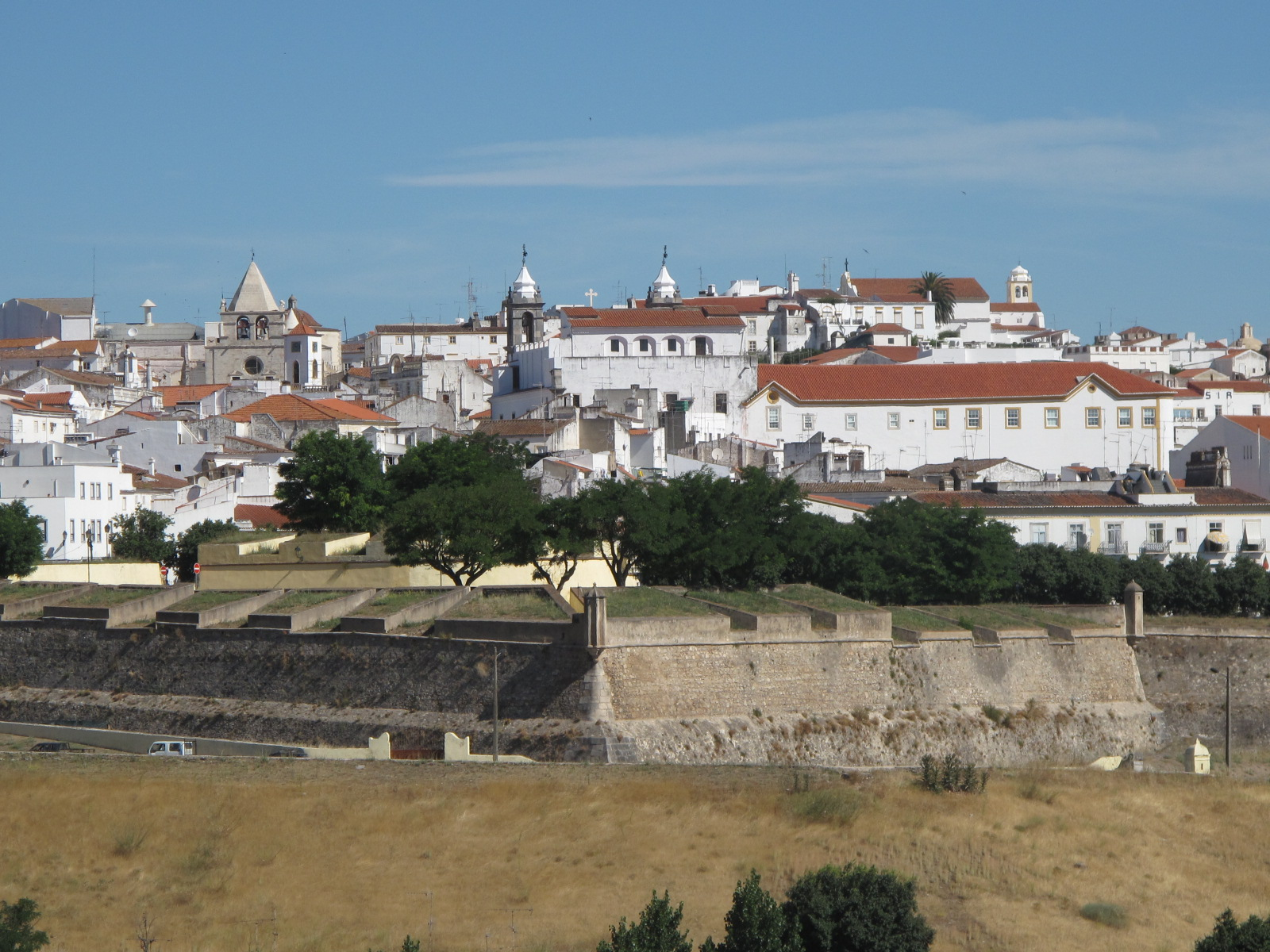
La ciudad tras sus murallas.

La ciudad de Elvas, dispone de un hospital y 2 centros de salud (dentro de esos 2, están más siete por las freguesias), entre las muchas clínicas privadas que dispone. 
- Hospital de Santa Luzia
- Maternidad Mariana Martins
- Centro Humanitário de la Cruz Roja Portuguesa
- Centro de salud de Elvas (sede)
- Centro de salud Fonte Nova
- Centro de salud de São Vicente
- Centro de salud de Vila Boim
- Centro de salud de Vila Fernando
- Centro de salud de Santa Eulália
- Centro de salud de Barbacena
- Centro de salud de Varche
- Centro de salud de Terrugem

## Cultura

### Educación
La ciudad de Elvas dispone de 3 agrupamientos de escuelas. En el total son 16 escuelas. 
En el ensino universitario, Elvas tiene la Escuela Superior de Biociencias y un Pólo de Formación Superior de la Universidad de Évora y de la Universidad de Lisboa.

### Música
En Elvas los espectáculos musicales están muy presentes, tienen conciertos desde el Coliseo José Rondão Almeida, así como en el parque da Piedade, o en la plaza de la República, en el pabellón de deportes, o en el parque del Acueducto de Amoreiras. Los puntos fuertes de la música son la Semana de la Juventud, el Festival Ibérico del Marisco, la grandiosa Feria de San Mateus (la mayor del sur de Portugal), la Feria de Mayo, bien como casi todos los meses hay conciertos en el coliseo.
Cada 2 años, Elvas recibe el "Freedom Festival Portugal", un festival de música trance que es el mayor de Europa.

### Museos

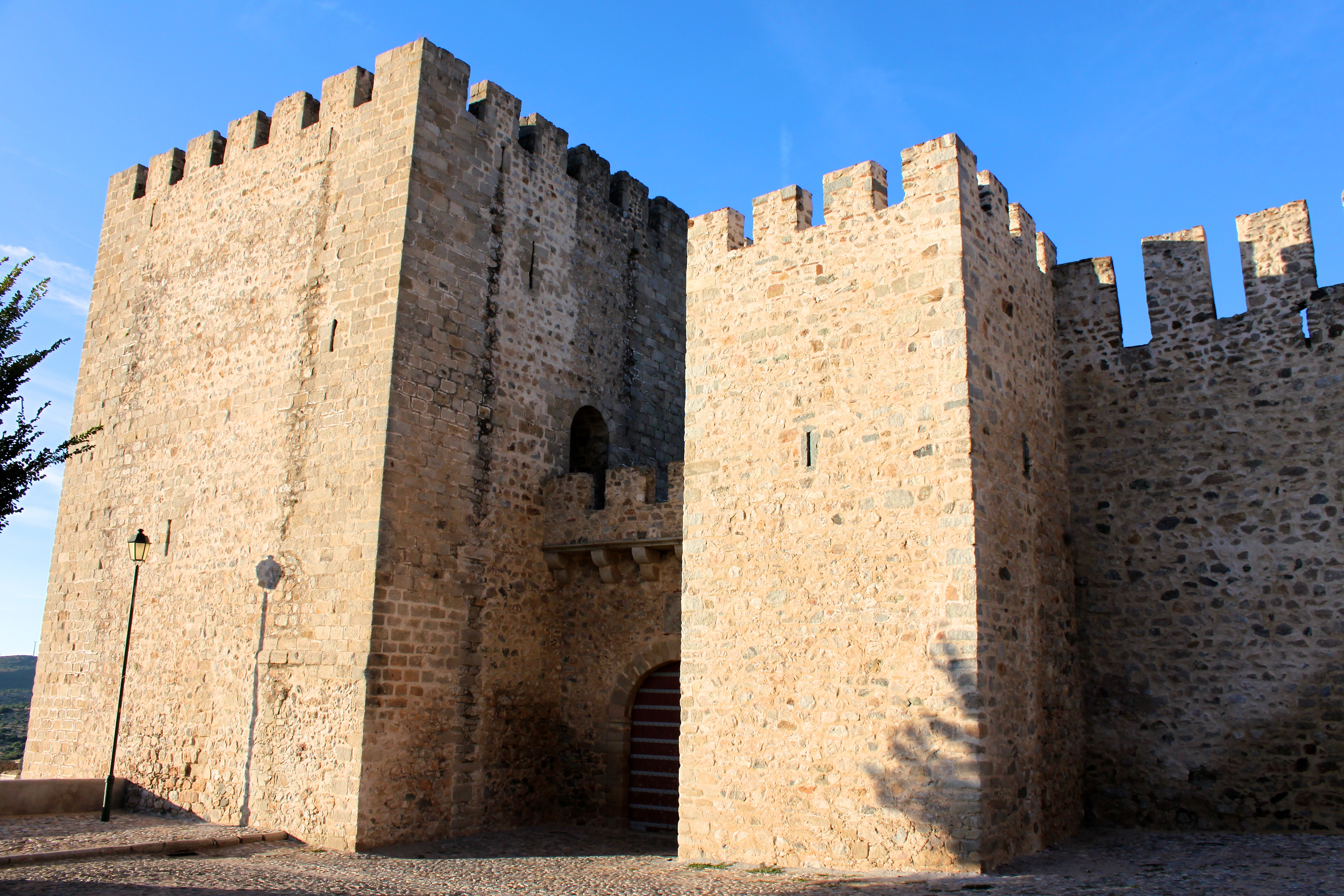
Puerta del castillo de Elvas.

Elvas dispone de 7 museos, son ellos:
- Museo Militar de Elvas
- Museo Militar del Fuerte de Santa Luzia
- Museo de Arte Contemporáneo de Elvas
- Museo de Arte Sacra
- Museo de Fotografía
- Museo de Arqueología y Etnografía
- Fuerte de la Graça

Además de eso, Elvas es una verdadera ciudad monumental, en la que destaca el Acueducto de Amoreira, el Castillo de Elvas, entre otras y es una de las ciudades con más turismo en el centro-sur de Portugal.

### Carnaval
El carnaval de Elvas, es uno de los más importantes de Portugal, tiene cuatro desfiles (tres de comparsas y una de las escuelas) y una gala en el coliseo. Se llama Carnaval Internacional de Elvas, el único de carácter internacional en Portugal y en 2010 fue su 14.ª edición. Todos los años son casi 40 las comparsas desfilando por el centro de la ciudad, en los días de carnaval, cerca de 20 portuguesas y otras 20 españolas, de Badajoz y Olivenza. Después de la Feria de San Mateus en septiembre, el Carnaval Internacional de Elvas es lo que trae más gente a la ciudad, casi todos los años son cerca de 30 mil personas por día para ver los desfiles.
Elvas es la única ciudad del Alentejo que tiene Carnaval de Verano, que se realiza en junio con la presencia de comparsas españolas, grupos portugueses y escuelas de samba de Portugal.

## Ciudades hermanadas
Elvas está hermanada con dos ciudades españolas vecinas:
- Badajoz (España).
- Olivenza (España).[10]